# Copa de la Reina de Fútbol 1987
El Campeonato de España de Fútbol Femenino 1987 corresponde a la quinta edición la Copa de la Reina.
El Oiartzun KE se proclamó campeón por primera vez en su historia.
Para esta edición, se disputó el campeonato en dos fases: una fase previa formada por cuatro liguillas de cuatro equipos cada una, y la fase final, en la que se enfrentaron los cuatro campeones de esas liguillas.

## Fase previa
| Pos | Equipos               |
| --- | --------------------- |
| 1   | Karbo Dep. Coruña     |
| 2   | México                |
| 3   | CD Sondika            |
| 4   | CFF Parque Alcobendas |

| Pos | Equipos      |
| --- | ------------ |
| 1   | Oiartzun KE  |
| 2   | San Gregorio |
| 3   | Gernika      |
| 4   | Tomelloso    |

| Pos | Equipos      |
| --- | ------------ |
| 1   | Añorga KKE   |
| 2   | CFF Porvenir |
| 3   | Principado   |
| 4   | Tomelloso    |

| Pos | Equipo                      |
| --- | --------------------------- |
| 1   | Vallés OCC                  |
| 2   | Peña Barcelonista Barcilona |
| 3   | Joventut Bunyola            |
| 4   | Santa María                 |

## Fase final
|  | Semifinales       | Semifinales | Semifinales |   |            | Final     | Final |  |
|  |                   |             |             |   |            | Zumárraga |       |  |
|  |                   |             |             |   |            |           |       |  |
|  |                   |             |             |   |            |           |       |  |
|  | Vallés OCC        | 3           | 0           |   |            |           |       |  |
|  | Vallés OCC        | 3           | 0           |   |            |           |       |  |
|  | Añorga KKE        | 2           | 6           |   |            |           |       |  |
|  | Añorga KKE        | 2           | 6           |   | Añorga KKE | 2         |       |  |
|  |                   |             |             |   | Añorga KKE | 2         |       |  |
|  |                   |             | Oiartzun KE | 3 |            |           |       |  |
|  | Oiartzun KE       | 2           | Oiartzun KE | 3 | 2          |           |       |  |
|  | Oiartzun KE       | 2           |             |   | 2          |           |       |  |
|  | Karbo Dep. Coruña | 0           | 4           |   |            |           |       |  |
|  | Karbo Dep. Coruña | 0           | 4           |   |            |           |       |  |
|  |                   |             |             |   |            |           |       |  |